# Guilhem IX de Montpellier
Guilhem IX de Montpellier (v. 1190 - après 1204) est un seigneur de Montpellier (1202 - 1204), de la dynastie des Guilhem.

## Biographie
En novembre 1202, son père Guilhem VIII meurt sans avoir pu obtenir du Pape Innocent III la validation de son deuxième mariage avec Agnès de Castille. Guilhem VIII désigne son fils Guilhem pour lui succéder, et comme ce dernier n'est pas encore majeur, Guilhem VIII laisse le gouvernement de la seigneurie entre les mains de sa femme et de notables bourgeois. Au début de l'année 1204, Guilhem IX est déclaré par sa mère, Seigneur de Montpellier. Il est probable que cette déclaration indique qu'il aurait alors atteint sa majorité, 14 ans, et cet âge est probable au vu des dates d'union de ses parents et des nombreux enfants qu'ils ont eu. Mais peu après a lieu, sans qu'on en connaisse les circonstances, une cérémonie au cours de laquelle Guilhem IX abdique au profit de sa demi-sœur Marie. Le Roi d'Aragon Pierre II, protecteur traditionnel de la seigneurie et futur seigneur, était présent. Guilhem et Agnès se réfugièrent alors à Pézenas et Marie, l'aînée de Guilhem, devint Dame de Montpellier et d'Aumelas. Le 15 juin 1204, est célébré le mariage de Marie de Montpellier et de Pierre II d'Aragon. Montpellier entre dans le domaine des Rois d'Aragon. On perd la trace de Guilhem IX après l'année 1204.

## Famille
Il est le fils et successeur de Guilhem VIII de Montpellier et de son amante Agnès de Castille.